# ناحیه آو ترین، میشیگان
ناحیه آو ترین (به انگلیسی: Au Train Township) یک منطقهٔ مسکونی در ایالات متحده آمریکا است که در شهرستان آلگر، ایالت میشیگان واقع شده‌است.
 ناحیه آو ترین  ۱٬۱۳۸ نفر جمعیت دارد و ۲۹۷ متر بالاتر از سطح دریا واقع شده‌است.